# Haute Matsiatra
Haute Matsiatraregionen (malagassiska: Haute Matsiatra) är en region i Madagaskar. Den ligger i den centrala delen av landet, 290 km söder om huvudstaden Antananarivo. Antalet invånare är 1 128 900. Arean är 23 034 kvadratkilometer.
Terrängen i Haute Matsiatraregionen är bergig österut, men västerut är den kuperad.
Haute Matsiatraregionen delas in i:
- Fianarantsoa
- Fianarantsoa II
- Ambohimahasoa
- Ambalavao
- Ikalamavony

Följande samhällen finns i Haute Matsiatraregionen:
- Fianarantsoa
- Ambalavao
- Ikalamavony
- Fandrandava
- Anandravy